# Río Brisbane
El río Brisbane es un importante río costero de la costa oriental de Australia, localizado en el sudeste del estado de Queensland, que fluye por la capital del estado, Brisbane y desemboca en la bahía de Moreton.
El río está represado por el presa de Wivenhoe, formando el lago Wivenhoe, que es la principal fuente de agua de Brisbane.
El nombre del río fue dado por el explorador John Oxley en 1823 en honor del Gobernador de Nueva Gales del Sur Sir Thomas Brisbane.
Desde la desembocadura hacia su nacimiento, el río es atravesado por 14 grandes puentes:
1. Gateway (vehículos)
2. Story (vehículos y peatones)
3. Capitán Cook (vehículos)
4. Goodwill (peatones)
5. Victoria (vehículos y peatones)
6. William Jolly (vehículos y peatones)
7. Merivale (ferroviario)
8. Go Between (En construcción, diseñado para el paso únicamente de autobuses, peatones y ciclistas.)
9. Eleanor Schonell (autobuses, peatones y ciclistas)
10. Jack Pesch (peatones)
11. Albert (ferroviario)
12. Indooroopilly Railway (ferroviario)
13. Walter Taylor (vehículos y peatones)
14. Centenario (vehículos y peatones)

Los principales afluentes del Brisbane son los siguientes ríos:
- Arroyo Dasayuno
- Río Bremer
- Río Bulimba
- Río Lockyer
- Río Oxley
- Río Norman
- Río Stanley